# Petit Juan

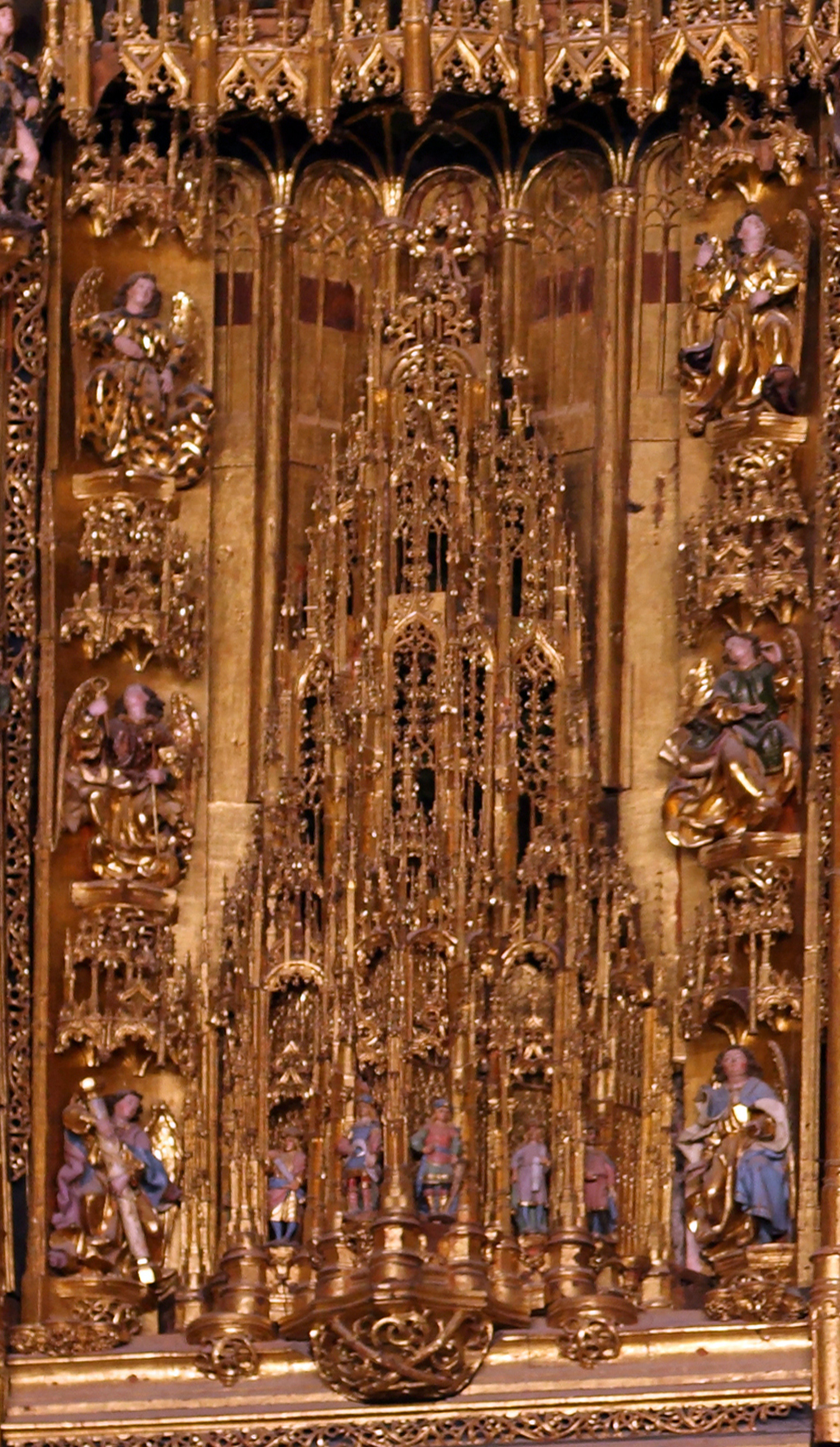
Tabernáculo de la catedral de Toledo para el retablo mayor, efectuado por Petit Juan, Rodrigo Alemán y Diego Copín de Holanda.

Petit Juan o Peti Juan es el nombre de un escultor que estuvo activo en la península ibérica a finales del siglo XV y principios del siglo XVI.
De su procedencia no se tiene ningún documento, pero por su nombre se cree que pudiera ser de origen francés. Consta que trabajó junto con otros escultores en la catedral de Sigüenza por mandato del cardenal Pedro González de Mendoza (1467 -1495), en la realización de la sillería del coro.
Su obra más reconocida es su participación en el Retablo de la capilla mayor de la catedral de Toledo del que fue el director de la parte arquitectónica.
La obra fue encargada por el cardenal Cisneros en 1497. Además de los planos, fue el que realizó los pilares que dividen las cinco calles del retablo, así como los doseles que horizontalmente separan las escenas de los pisos: recibió 1,1 millones maravedíes. La predela del retablo y el tabernáculo fueron contratados por el cabildo catedralicio a Petit Juan y Rodrigo Alemán. Además, Juan realizó otro contrato por 160.000 maravedíes para la construcción del guardapolvo del retablo, aunque solo lo inició y únicamente pudo cobrar la primera partida, ya que murió en 1504.